# 挾間町向原
挾間町向原（はさままちむかいのはる）とは、大分県由布市内の大字。郵便番号は879-5502。

## 地理
由布市の東部に位置し、大分川の北岸に位置する。旧挾間町の中心部であり、由布市役所挾間庁舎（旧挾間町役場）を置く。地名は「向原」、バス停は「向の原」、駅名は「向之原」と表記ゆれがあるが、地名表記では「向原」が正しい。時松、赤野、鬼瀬、挾間と接し、大分川をはさんで鬼崎、谷と接する。

## 歴史
- 1954年10月1日 - 大分郡挾間村・谷村・石城川村・由布川村が合併し、挾間村が成立。（大分郡挾間村大字向原）
- 1955年4月1日 - 町制施行し、挾間町となる。（大分郡挾間町大字向原）
- 2005年10月1日 - 挾間町・庄内町・湯布院町で新設合併、市政施行で由布市が成立。大字表記および、小字、「番地の」の「の」が廃止される。（由布市挾間町向原）[3]。旧挾間町役場が由布市役所挾間庁舎となる

## 小・中学校の学区
市立小・中学校に通う場合、学区は以下の通りとなる。
| 町名       | 小学校             | 中学校             |
| ---------- | ------------------ | ------------------ |
| 挾間町向原 | 由布市立挾間小学校 | 由布市立挾間中学校 |

## 交通

### 鉄道
JR久大本線が通っている。向之原駅が置かれており、大分駅から当駅で約1/3の列車が折り返すほか、「特急ゆふ」の停車駅となっている。

### バス
大分駅から大分バスが運行している。向の原から先は由布市コミュニティバスに転換している（一部竹田市コミュニティバス）。かつては湯平温泉、別府駅までバス路線が伸びていた。

### 道路
- 国道210号
- 大分県道516号向之原停車場線
- 大分県道618号籠原挾間線

## 施設
- 由布市役所挾間庁舎
- 由布市立挾間小学校
- 由布市立挾間中学校
- 由布市挾間B&G海洋センター
- JR向之原駅
- 大分県消防学校
- 同尻橋
- 初瀬井路